# 都弥
都弥是朝鲜三国时期百济的一位人物。金富轼所著的《三国史记 *都弥传》是《三国史记》中为数不多的平民列传。都弥是百济“编户小民”，有位貌美的妻子。百济国王盖娄想占有他的妻子，于是召他过来说：“女子虽将贞操，但如在幽暗之处以花言巧语引诱，必然动心。”都弥说：“世人之心难测，但我的妻子拒不是这样的人。” 盖娄王不信，让心腹假扮自己去试探，结果都弥夫人也让女婢扮成自己躲过一劫。盖娄王得知后，大怒让人挖去了都弥的双眼，装在小船里停在江心，并把都弥夫人抓到宫中，欲非礼。都弥夫人假称这几天身体不结，提出过几天，洗浴后再来，盖娄王于是暂且让她离开。她趁机逃到江边，呼天抢地。忽然有一小船顺流而下，她趁机爬上小船，漂流到了泉城岛，遇到了双目失明，以野草充饥的丈夫都弥。两人后逃到高句丽得以终老。:152-153:28-29